# 모산초등학교 (강원)
모산초등학교는 대한민국 강원특별자치도 강릉시에 있는 공립 초등학교이다.

## 학교 연혁
- 1941.09.28 장현공립국민학교 개교(3학급, 88명)
- 1954.10.30 모산국민학교로 교명 변경
- 1981.03.10 병설유치원 설립 개원(1학급)
- 1996.03.01 모산초등학교로 개칭(법률 제5,069호)
- 2014.09.01 제36대 류재원 교장 취임
- 2015.02.13 제70회 졸업식(6명 졸업, 총4,747명)
- 2015.03.01 7(1)학급, 병설유치원 1학급 편제

## 참고 자료
- 모산초등학교 - 한국교육학술정보원 학교알리미